# Strisser, strisser
Strisser, strisser er en svensk kriminalroman fra 1970 af forfatterne Maj Sjöwall og Per Wahlöö.
Bogen er den sjette i serien Roman om en forbrydelse på ti bind, som forfatterne skrev i perioden 1965-75.
Serien er i 2007 blevet nyoversat til dansk og udgivet på Forlaget Modtryk.

## Handling
En velkendt, formuende forretningsmand Victor Palmgren, bliver skudt ved et middagsbord for øjnene af sine kolleger på Savoy Hotel i Malmø. Han når at sige, at gerningsmanden er ham ukendt, inden han dør. Den dræbte har bl.a. tjent sine milliarder ved at sælge våben til lysky regimer i lande, der er under våbenembargo. Hans nærmeste ansatte har det til fælles med afdøde, at de ikke har nogen samvittighedskvaler ved den slags forretninger. Ligeledes har de ingen kvaler med at bygge billige og dårlige ejendomskomplekser, hvor de tager skyhøje huslejer fra socialt udsatte mennesker. Højtplacerede personer i regeringsadministrationen har mistanke om et snavset opgør. Martin Beck bliver derfor kaldt ned til Malmø, da det lokale politi ikke anses for at være i stand til at løse sagen.
Den eneste, der for alvor straffes, er gerningsmanden. Forretningsfolkene lever videre som frie mennesker.
Bogens svenske titel forklares i en scene, hvor Gunvald Larsson skælder ud på de sendrægtige politimænd Kristansson og Kvant. De to har, i stedet for at adlyde en ordre om at arrestere en mistænkt i Arlanda lufthavn, skændtes med en mand, der var sammen med sin treårige søn. Sønnen havde råbt «Polis, polis, potatismos!» til de to politimænd, mens de spiste hot dogs med kartoffelmos i en grillbar. Der refereres her til et kendt svensk rim: «Polis, polis, potatisgris».